# 장 베케르

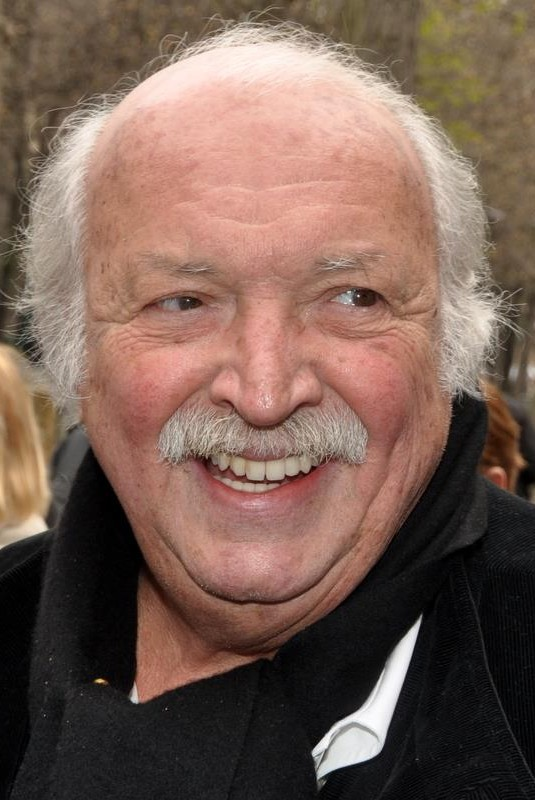

장 베케르(Jean Becker, 1933년 5월 10일 ~ )는 프랑스의 영화 감독, 각본가, 배우, 영화배우, 텔레비전 배우이다.
파리에서 태어났다.

## 영화
- 겟 웰 순 (2014년)
- 마거릿과 함께 한 오후 (2010년)
- 러브 미 노 모어 (2008년)
- 내 정원사와의 대화 (2007년)
- 처절한 정원 (2003년)
- 천국에서의 범죄 (2000년)
- 와인이 흐르는 강 (1999년)
- 엘리사 (1995년)
- 킬링 오브 썸머 (1983년)
- 세이 잇 위드 플라워즈 (1974년)
- 구멍 (1960년)